# Kahta
Kahta este un district din Provincia Adıyaman, Turcia. Are o populație de 63.216 locuitori.

## Atracții turistice

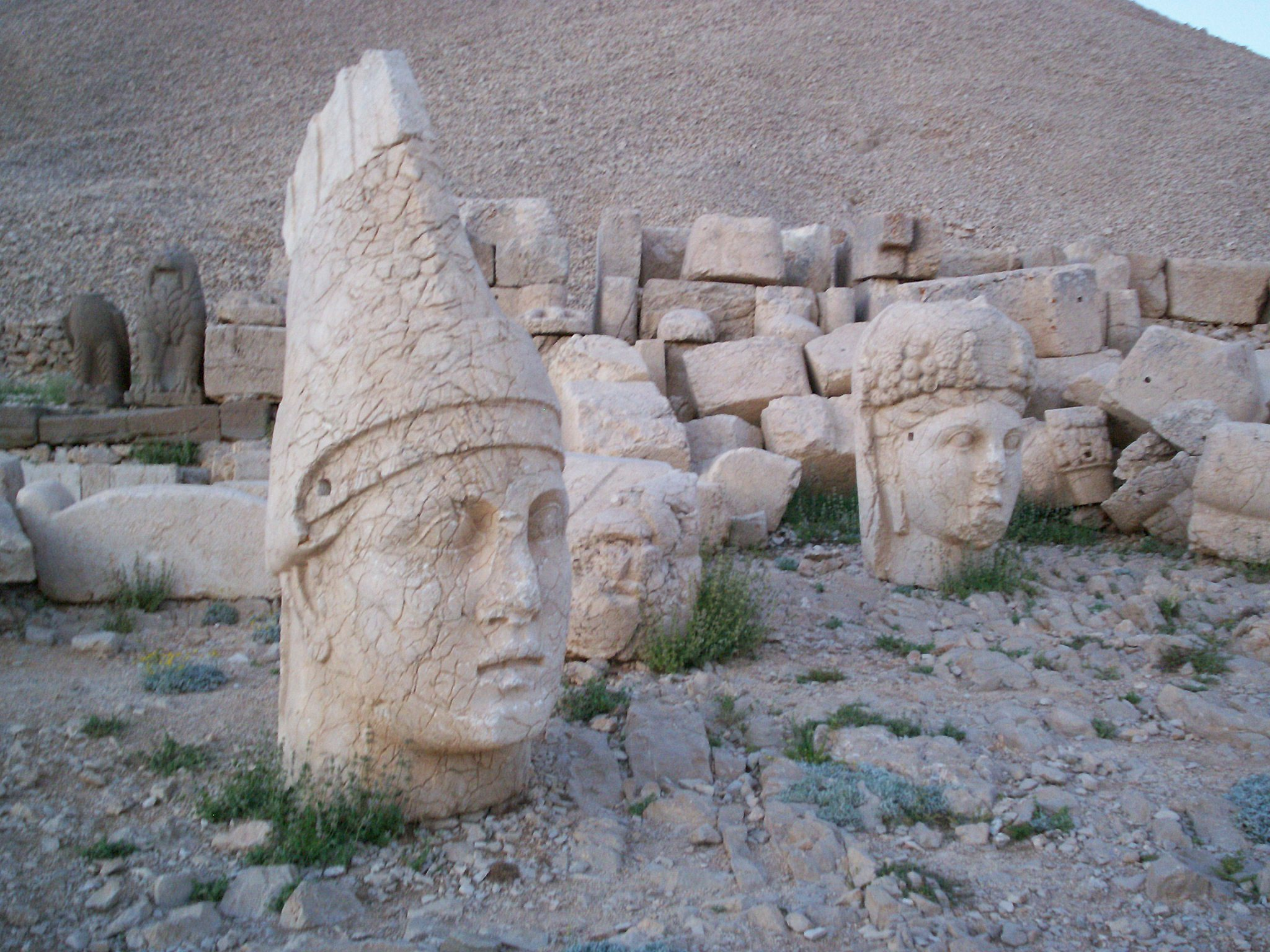
Nemrut Dağı
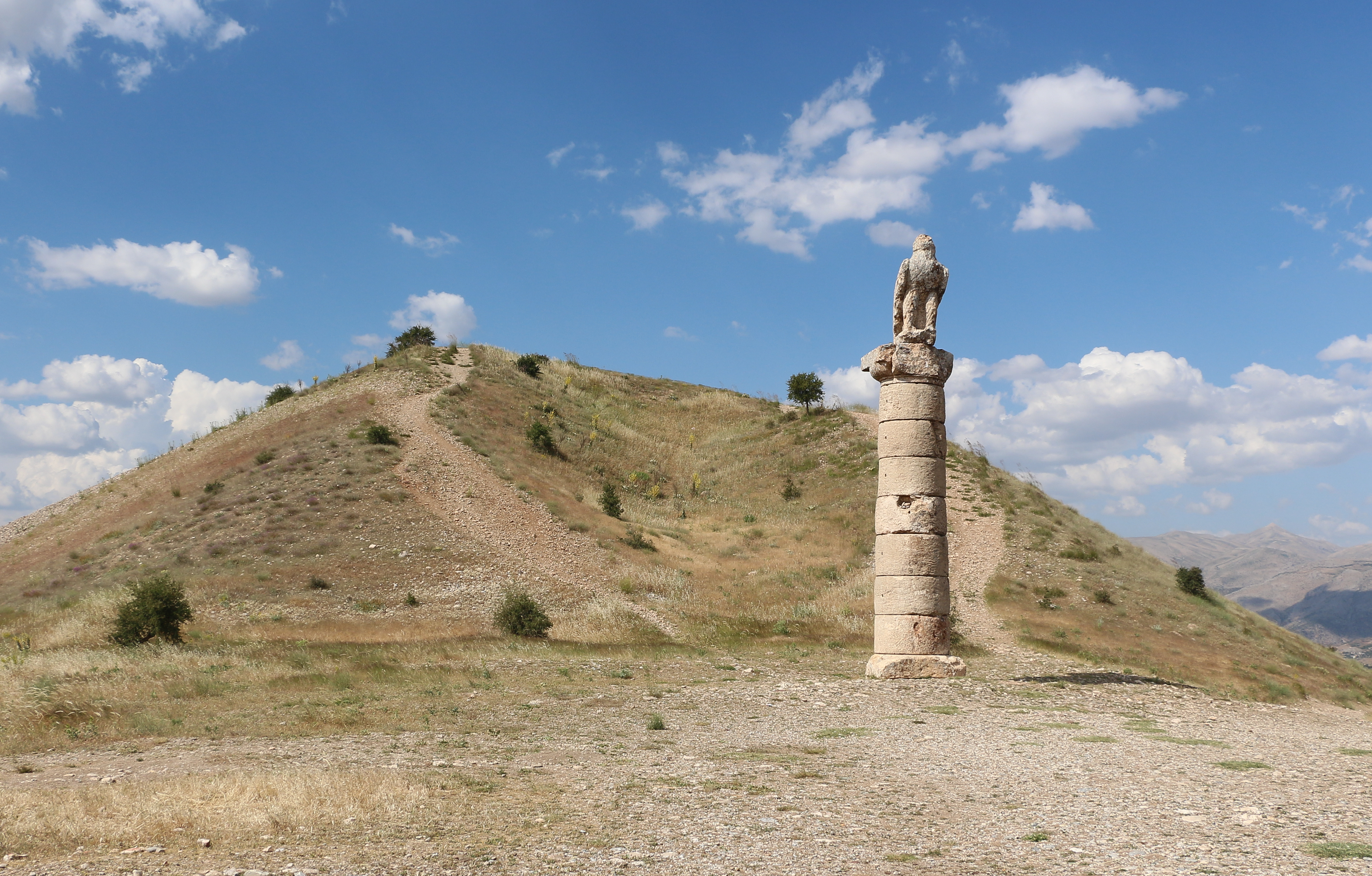
Tumulus din Karakuş
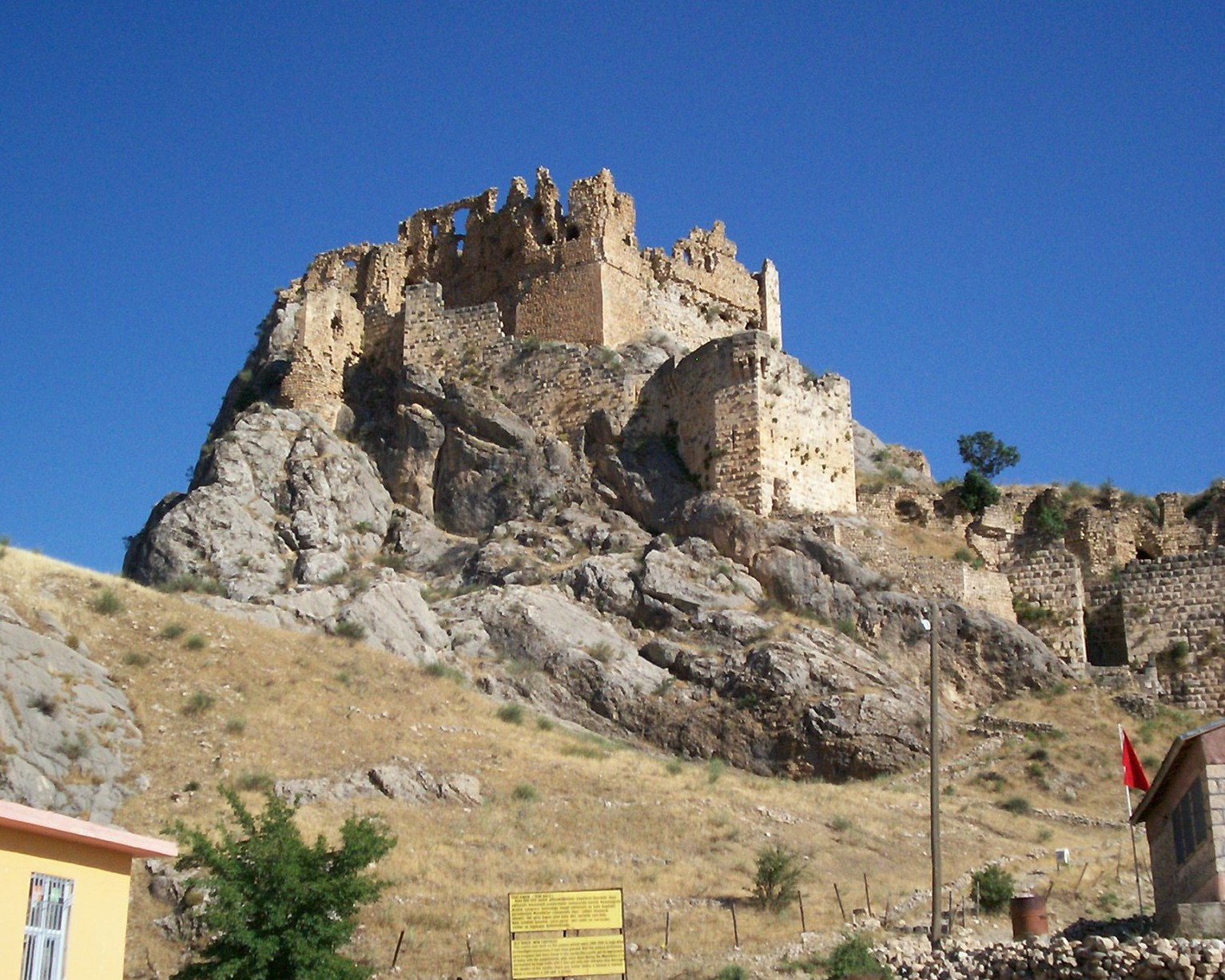
Castelul Kahta
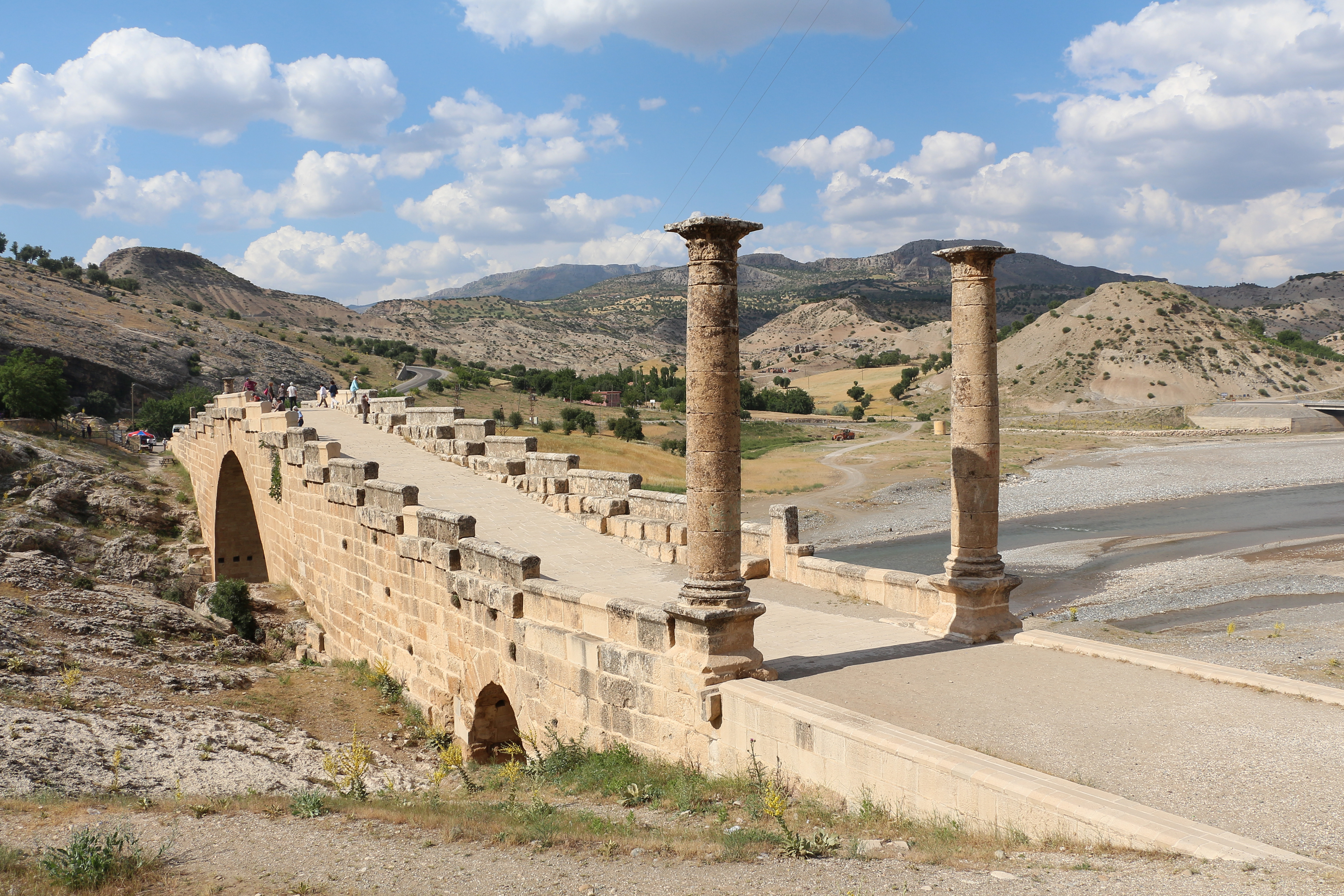
Podul Severan

1. ↑   http://postakodu.ptt.gov.tr/ Lipsește sau este vid: |title= (ajutor)